# 陳益
陈益，字德裕，号素讷，明朝东莞虎门北栅村人。将番薯种苗从南洋引入中国的第一人。
在大航海时代哥伦布发现新大陆后，美洲新物种被传播到了欧洲及欧洲殖民地。在西班牙水手将甘薯带到菲律宾，后拓展到东南亚等地。萬曆八年，陳益到達安南（今天的越南），當地酋長以番薯招待他。万历十年，陈益将番薯藤编入竹中偷携出境，幾为酋长所逮捕，历尽艰辛，最終能引入廣東。最先植于花坞，后在虎门金洲小捷山购地三十五亩种植，不久在珠江三角洲传播开来。番薯容易種植，适应能力强，瘠土砂砾之地亦能耕種。万历二十二年陈益死时遗嘱后人，每年祭祀必用番薯。